# 蜜指〜ミツユビ〜
「蜜指〜ミツユビ〜」はシドの7作目のシングル。2007年9月26日にデンジャークルー・レコードから発売された。

## 解説
- 初登場5位を記録し、後のシングルも常にベスト10位を記録している。
- 「蜜指〜ミツユビ〜」はNTV系『女神のハテナ』9月度エンディングテーマに起用された。
- 発売形態は初回限定盤A、Bと通常盤の3種類。また、初回限定盤Aと初回限定盤Bにはそれぞれ異なる内容のDVDが付属されている。
- 表題曲のプロモーションビデオの撮影は、実際に営業しているキャバレーを借り切って行われた。

## 収録曲
1. 蜜指〜ミツユビ〜
作詞：マオ、作曲：しんぢ
  - NTV系「女神のハテナ」9月度エンディングテーマ
  - 何故かマオはこの曲のレコーディングを行うときに、サビの部分でかなりの回数歌詞を間違えたり歌う途中で噛んでしまったりしてミステイクを重ねたようである。その事もあるのか、あまりライブでは演奏されることがない楽曲である。
2. 小さな幸せ
作詞：マオ、作曲：ゆうや
  - ゆうや曰く、「『盛り上がり厳禁ライブ』にはピッタリ」。また、同じMC内でマオ、ゆうやに「小さな幸せ限定ライブ」と題してイジられ、散々妄想トークをした挙句にマオが「できるかーい！」とツッコミを入れた楽曲でもある。

## 収録アルバム
センチメンタルマキアート(#1)
Side B complete collection〜e.B〜 (#2)
SID ALL SINGLES BEST（#1）